# Annedda

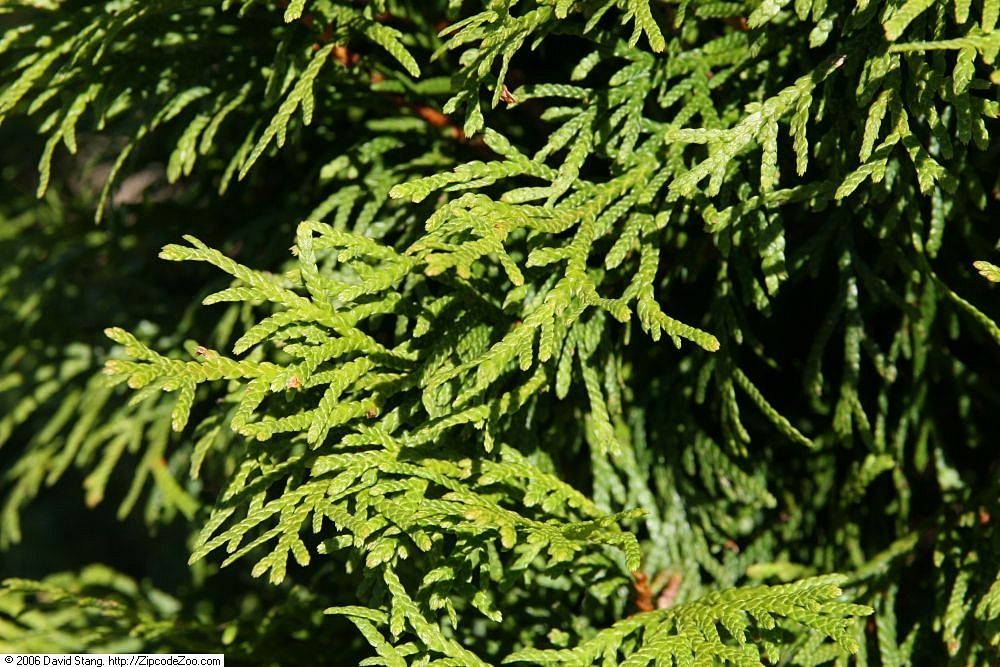
Thuja occidentalis, cèdre blanc d'Amérique, parfois considéré comme étant lannedda décrit par Jacques Cartier.

L’annedda est un arbre d'Amérique du Nord dont les feuilles (aiguilles) furent utilisées pour préparer une décoction qui sauva l’explorateur Jacques Cartier et son équipage d’une épidémie de scorbut durant l'hiver 1535-1536. On ignore cependant aujourd'hui l'identité précise de l'espèce et l'opinion la plus généralement admise est qu'il s'agit du cèdre blanc d’Amérique, bien que certains éléments descriptifs précis ne coïncident pas.

## Cartier et l’annedda
En 1535, l’explorateur français d’origine bretonne Jacques Cartier et ses hommes s’installent pour hiverner aux abords de l’actuelle rivière Saint-Charles, dans la région de Québec. Ce premier hiver est très rude. En décembre 1535, les premiers signes d’une épidémie de scorbut, issue de la carence alimentaire de l’équipage prisonnier de l’isolement et du froid, se font sentir. Entre le 14 décembre 1535 et le 15 avril 1536, vingt-cinq des 110 hommes d'équipage succombent à la maladie. 
Un jour, Cartier rencontre Domagaya, fils du chef nadouek-iroquoien Donnacona, qui semble touché par la mystérieuse maladie. Quelques jours plus tard, il le revoit, mais cette fois en parfaite santé. Il l'interroge et celui-ci lui parle d'un arbre nommé annedda : « Il fallait piler l'écorce et les feuilles dudit bois, et mettre le tout bouillir en eau. » Les marins retrouvent rapidement leurs forces grâce à ce breuvage. On lit aussi qu'il se serait plutôt agi d'une infusion d'aiguilles et d'écorce de pin,. On en fait maintenant un médicament, le pycnogénol.
Ils obtiennent de Domagoya le remède. On leur fait boire une infusion préparée à partir des aiguilles d’un arbre tel un breuvage chaud. Les effets sont spectaculaires. Après huit jours de traitement, non seulement ceux qui souffrent du scorbut sont guéris, mais Cartier rapporte également que ceux qui souffraient depuis des années d’autres plaies en sont guéris,.

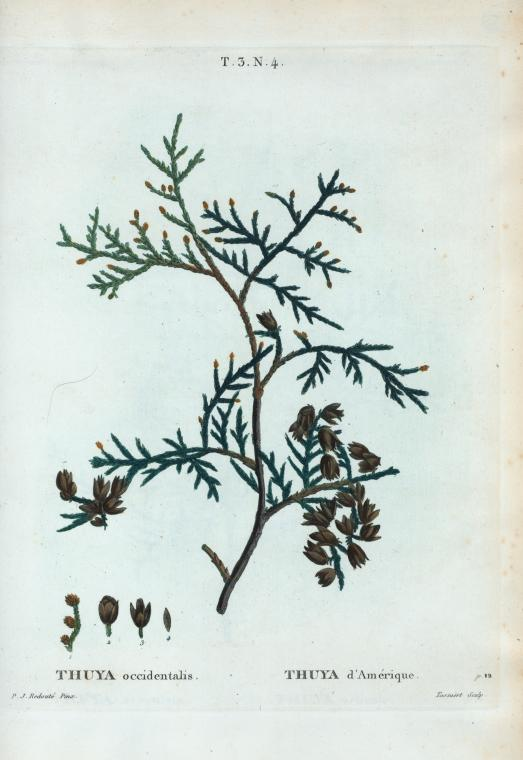
Thuya occidentalis ou Thuya d'Amérique, 1801.

## Pérennité et confusion
Cartier, qui ne connait pas cette plante, la désigne sous le nom d’annedda (tiré du nom que lui donnaient les autochtones). Il en ramène des spécimens en France lors de son départ en juillet 1536, mais cette nouvelle plante médicale ne suscite presque aucun intérêt. Le nom, la provenance et les propriétés médicales de l’annedda se perdent, et la plante est par la suite connue sous le nom très général d’arbre de vie.
L’ethnobotaniste Jacques Rousseau rapporte en 1954 que l’annedda doit être le cèdre blanc d’Amérique (Thuya occidentalis). Cette hypothèse se popularise et il s’agit de la plus généralement admise. La plante est en effet une riche source de vitamine C, et serait une solution potentielle au scorbut.
Toutefois, le saintongeais Jean Fonteneau (un explorateur français du XVIe siècle), souligne que l’annedda produisait une « gomme blanche comme neige », une résine que le cèdre blanc d’Amérique ne produit pas. Il pourrait donc s’agir d’un autre arbre. Le sociologue québécois Gérald Fortin propose plutôt qu’il s’agisse de la pruche du Canada (Tsuga canadiensis). Il note que dans la pharmacopée traditionnelle des Iroquois, une partie non-identifiée de cet arbre sert de remède au scorbut.
Finalement, Jacques Mathieu propose dans son livre L’Annedda : L’arbre de vie qu’il s’agit du sapin baumier (Abies balsamea), dont la gomme (blanche) est utilisée en optique et en pharmacie sous le nom de baume du Canada,.

## Thuya occidentaliset pharmacopée algonquine
Qu’il soit ou non l’annedda de Cartier, le cèdre blanc d'Amérique a une présence notable dans la médecine traditionnelle des autochtones du Québec, entre autres, chez les Algonquins. Les recherches actuelles quant à leurs pharmacopées mentionnent cet arbre comme composante de près de dix traitements, principalement avec ses feuilles.
On se sert entre autres des feuilles du thuya occidentalis des façons suivantes :

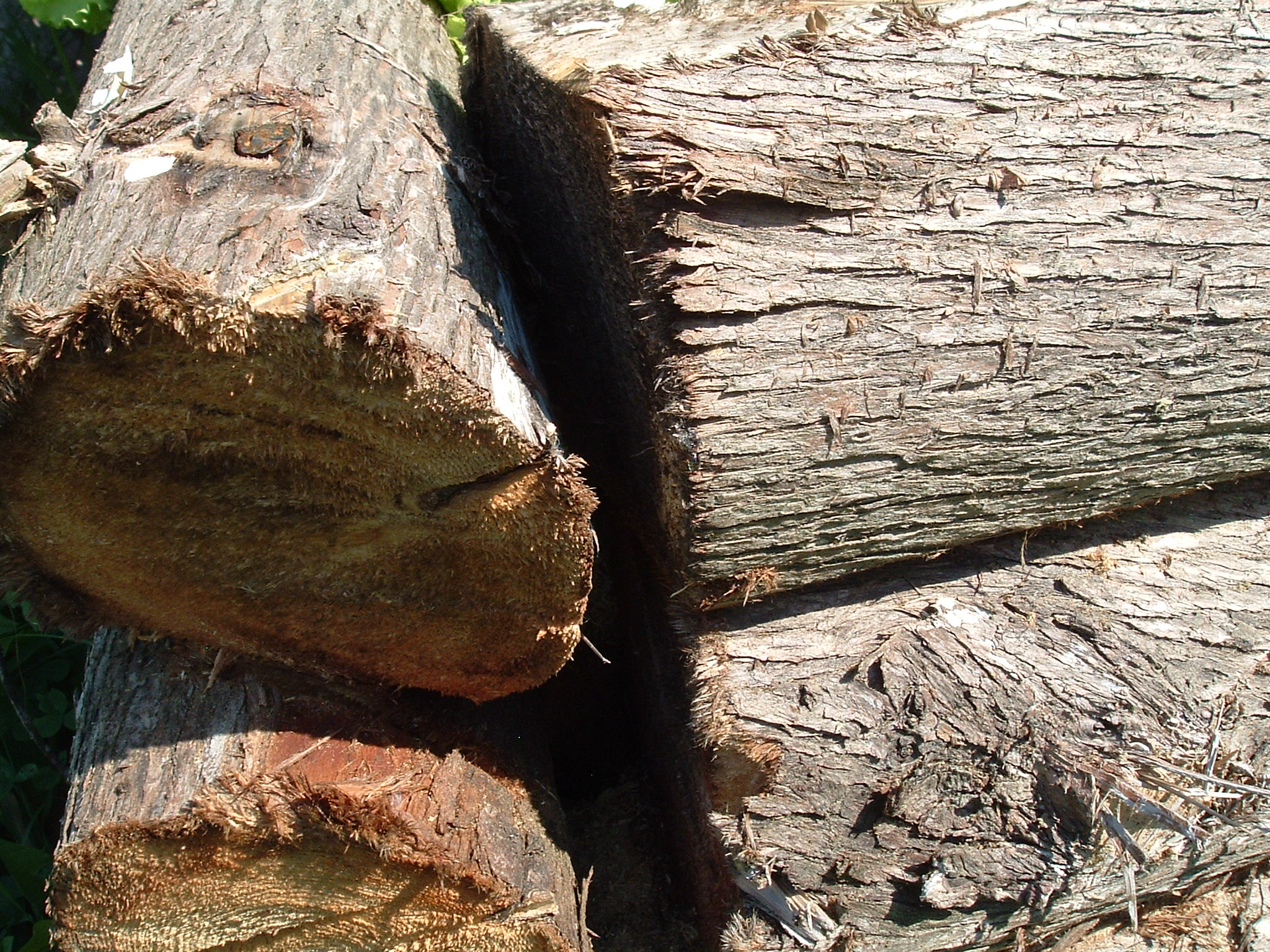
Écorce et tronc de Thuya occidentalis.

- Ses feuilles mélangées à une décoction à base de cerisier de Pennsylvanie pour servir de sirop contre la toux.
- Des bouts de ses branches, avec des bouts de branches de sapin, sont broyés finement pour être employé dans le cadre d’un traitement des maux de tête.
- Ses feuilles écrasées et chauffées dans un poêlon avec de l’eau et un peu de sel entrent dans un traitement contre la constipation.
- Ses feuilles broyées en miettes puis bouillies constituent un remède à boire contre un mauvais rhume. Elles peuvent également être bouillies plus longtemps, jusqu’à l’obtention d’un liquide épais que l’on applique comme un cataplasme antidouleur sur une zone douloureuse (exemple : une côte fracturée).
- Ses feuilles réduites en pâte par une longue ébullition sont utilisées comme cataplasme à appliquer sur l’estomac contre la pneumonie (traitement contre-indiqué chez les enfants de moins de un an).
- Ses feuilles entrent dans la composition d’un vomitif (émétique) à base d’écorce de kalmia.
- Son écorce interne, avec celles de l’épinette et du cerisier à grappe (Prunus padus), entre dans la composition d’un remède à boire contre les douleurs.
- Ses feuilles bouillies pendant très longtemps donnent une mélasse verte servant de cataplasme pour dissoudre la lithiase biliaire, dite les pierres au foie (ou à la vésicule biliaire)[9].